# Canadian Academy of Recording Arts and Sciences
Die Canadian Academy of Recording Arts and Sciences (CARAS) ist eine kanadische Non-Profit-Organisation, die 1975 als Schirmorganisation für den Musikpreis Juno Award gegründet.

## Geschichte
Die Canadian Academy of Recording Arts and Sciences wurde in erster Linie gegründet, um die kanadische Musikindustrie zu unterstützen. Die Juno Awards wurden das erste Mal am 23. Februar 1970 vergeben, als Nachfolger des Gold Leaf Awards, die vom RPM Magazin vergeben wurden. Kurz darauf stellte sich die Frage, wer sich um die Organisation des Awards kümmern sollte. Zu diesem Zweck wurde 1975 dann die Canadian Academy of Recording Arts and Sciences gegründet. Als Schirmherr für die Veranstaltung kümmert sich die CARAS um alle Belange der Vergabe des Preises sowie der dazugehörigen Wahlen.
1978 kam die Canadian Music Hall of Fame hinzu, die jährlich ein neues Mitglied aufnahm. Diese Aufnahme fand ebenfalls im Rahmen der Junos statt.
Seit 1989 wird unter dem Namen MusiCounts Education Programs ein Stipendienprogramm an Musiker und Künstler vergeben. Das Programm umfasst außerdem einen Hilfsfonds für Nachwuchsbands und unterstützt Musikschulen im Land.

## Organisation
Die Verwaltung der Canadian Academy of Recording Arts and Sciences setzt sich aus einem Vorstand sowie einem Beirat. Mitglied der Organisation kann jeder werden, der in der Musikindustrie beschäftigt ist, sei es als Künstler, als Promoter, Mitarbeiter eines Labels. Der Vorstand setzt sich zu gleichen Teilen aus Musikern sowie Mitarbeitern der Musikindustrie zusammen.
Die Akademie betreibt des Weiteren regionale Chapter in BC (BCMIA), Alberta (AMIA), Saskatchewan (SRIA), Manitoba (Manitoba Music), New Brunswick (MNB), Nova Scotia (Music Nova Scotia), Ontario (MusicOntario), PEI (Music PEI), Neufundland und Labrador (MusicNL), Yukon (Music Yukon) und den Nordwest-Territorien (Music NWT).
Des Weiteren existiert ein Zusammenschluss der Ostküste, der unter dem Namen East Coast Music Awards einen eigenen Preis vergibt. Das Gleiche gibt es auch als Western Canadian Music Alliance (WCMA), die seit 2003 die Western Canadian Music Awards vergeben.